# Cobunus birmanicus
Cobunus birmanicus är en stekelart som beskrevs av Heinrich 1968. Cobunus birmanicus ingår i släktet Cobunus och familjen brokparasitsteklar. Inga underarter finns listade i Catalogue of Life.